# Robert Kechichian
Robert Kechichian (...) è un regista, attore e sceneggiatore francese di origini armene, principalmente conosciuto per i film Aram e Taxi 2.

## Filmografia
- Brûlez Rome! (2005, film TV)
- Aram (2002)